# 日本労働組合全国協議会
日本労働組合全国協議会（にほんろうどうくみあいぜんこくひょうぎかい）は、戦前に日本に存在した労働組合のナショナルセンター。略称は全協。

## 概要
日本最初のプロフィンテルン加盟組合で日本支部として活動し、日本共産党の指導下にあった。赤色労働組合インターナショナル（プロフィンテルン）第5回大会への参加など赤色労働組合主義に依拠し、合法組合の内部に"革命的反対派"を組織することを目標としたが、半非合法状態にあり、相次ぐ検挙で安定した指導部をもちえなかった。
メーデー・赤色デー・露西亜革命記念日などで、日本共産青年同盟、日本反帝同盟、解放運動犠牲者救援部などとの連携した煽動活動を行い、労働争議やストライキなどに関与した。組合員数最大で12000人。全国的産業別組合の統一体として、金属、化学、出版、土建、繊維、交通などの産別組織を有した。機関紙「労働新聞」をはじめ各産別ごとの機関紙などを通じ、他の組合にも一定の影響を及ぼした。
昭和4年（1929年）末から幹部と反幹部派で内部闘争が生じ、翌年5月1日の川崎武装メーデー事件を経て分派した。反幹部は同年5月に「全協刷新同盟」を組織し、各労働組合を組織した全協内の労農党支持者により昭和6年（1931年）4月に日本労働組合総評議会が創立された。

## 沿革と事件
1928年の三・一五事件後の治安警察法に基づく解散命令により日本労働組合評議会（評議会）が解散した後、左翼組合が再結集して1928年12月25日全国代表者会議を開き、全協準備会を結成し非合法下ではあるものの事実上発足した。予定した創立大会は四・一六事件のため開けなかった。委員長は奥村甚之助（後に前納善四郎ら）。
1929年7月、田中清玄が日本共産党の中央委員長に選ばれ、警察当局の"白色テロ"に対抗するため"党の武装化"を積極的に進めることを決定する（いわゆる「武装共産党」時代）と、全協は労働争議・デモ行進における"武装"を計画。1930年5月、川崎市でのメーデーに武装蜂起を企て失敗（川崎武装メーデー事件）、幹部批判が高まり、同年6月、佐藤秀一・神山茂夫らにより全協刷新同盟が発足。また、全協内部の不満を抱えた全協内部の労農派は、同年7月から神戸や京都などの労働組合を連合させ、各連合体を組織した。
内部対立は国内で解決しえず、分派した全協刷新同盟と共に訪れた同年8月のプロフィンテルン第5回大会では、全協内部闘争への警告が与えられ、分裂闘争を導いたとして全協刷新同盟も糾弾される。 この大会での警告により、同年末に全協刷新同盟が解体された。全協内部の労農派は、大衆を左翼の下に団結するための総評議会を企画し、同年8月に「日本労働組合総評議会 関東地方準備会」を関東で発足させ、1931年4月18日に東京で「日本労働組合総評議会」が創立した。これにより大衆活動方針に転換、失業者運動・反戦闘争を果敢に闘い1932年前半全盛期を迎えた。
しかし「赤旗」1932年7月10日特別号に発表された32年テーゼを機械的に受け入れ、同年9月の天皇制打倒綱領採択に示されるような極左的偏向と厳しい弾圧やスパイの活動により、急速に衰退した。
1933年2月27日には全国一斉検挙が行われ、全国協議会関係者やシンパがことごとく検挙された。さらに1934年1月、組合再建の組織方針をめぐり共産党と対立、1934年末事実上壊滅し、1936年全協再建委員会の検挙によって自然消滅した。 
1930年在日本朝鮮労働総同盟を吸収した土建は朝鮮人労働者のなかで影響力をもち、1931年山梨県国道8号（現在の国道20号）工事場、1932年4～5月岩手県大船渡線鉄道工事場などの労働争議を指導した。ほかに、"全協史上最も輝かしい一ページ"といわれた1932年3月の東京地下鉄争議（もぐら争議）などを指導した。